# Benjamin Feddersen
Benjamin Johan Feddersen (født 7. december 1823 i København, død 1902) var en dansk forfatter og musiklærer. Han gik på Borgerdydskolen i København og den polytekniske Læreanstalt, og studerede senere musik og arbejdede også som musiklærer.
Benjamin Feddersen var god ven med den norske komponist Edvard Grieg og støttet ham i hans tidlige år. Feddersen skrev bl.a. sangtekstene til Til kirken hun vandrer og Claras sang.